# Hagymalégy
A hagymalégy (Eumerus) a zengőlegyek (Syrphoidea) öregcsaládjában a névadó zengőlégyfélék (Syrphidae)család herelégyfélék (Eristalinae) alcsaládjába sorolt nárciszlégy-rokonúak (Merodontini) — más rendszertanászok szóhasználatában hagymalégy-rokonúak(Eumerini) — nemzetségének 279 neme.

## Származása, elterjedése
A kozmopolita nemnek pusztán a palearktikus faunatartományból mintegy 140 faja ismert. Ezek többsége Ázsiában és a Mediterráneumban él. Magyarországon 2017-ig 16 fajt gyűjtöttek, de néhány további kimutatására még számítanak.
- fehér lábfejű hagymalégy (Eumerus flavitarsis) Zetterstedt, 1843
- levágott csápú hagymalégy (Eumerus grandis) Meigen, 1822
- magyar hagymalégy (Eumerus hungaricus)Sziládi, 1822
- hosszúcsápú hagymalégy (Eumerus longicornis) Loew, 1855
- nagycerkkuszú hagymalégy (Eumerus ornatus) Meigen, 1822
- ezüstszőrű hagymalégy (Eumerus ovatus) Loew, 1848
- Eumerus pauper Becker, 1921
- vöröscsápú hagymalégy (Eumerus ruficornis) Meigen, 1822
- Eumerus sabulonum (Fallén, 1817)
- bronzfényű hagymalégy (Eumerus sinuatus) Loew, 1855
- ázsiai hagymalégy (Eumerus sogdianus) Stackelberg, 1952
- közönséges hagymalégy (Eumerus strigatus) (Fallén, 1817)
- sörtés lábfejű hagymalégy (Eumerus tarsalis) Loew, 1848
- krími hagymalégy (Eumerus tauricus) Stackelberg, 1952
- háromszínű hagymalégy (Eumerus tricolor) (Fabricius, 1798)
- dudoros combú hagymalégy (Eumerus tuberculatus) Rondani, 1857

## Megjelenése, felépítése
Közepes vagy kisebb zengőlégy. Potrohát gyakran félhold alakú szürke foltok vagy csíkok díszítik. Lábai erősek, a 3. lábpár combjai többé-kevésbé megvastagodott és alul tüskés. Arcdudoruk nincs.
Szárnyuk felső csúcsharántere az r4+5 érbe csatlakozás előtt élesen visszahajlik. Több faj igen nehezen determinálható — például az Eumerus strigatus és az Eumerus sogdianus nőstényei nem mindig különböztethetők meg megbízhatóan.

## Életmódja, élőhelye
Imágói többnyire melegkedvelők és főleg a szárazabb biotópokban élnek. Lárvái különböző növények (liliomfélék, íriszfélék, nárciszfélék, pasztinák stb.) hagymájában, gyökerében, gyöktörzsében fejlődnek, így a termesztett hagymát is károsíthatják..

## Válogatott fajok
- Eumerus acuticornis Sack, 1933
- Eumerus ahmadii Barkalov-Gharali, 2005
- Eumerus albifacies Keiser, 1971
- Eumerus amoenus Loew, 1848
- Eumerus angustifrons Loew, 1848
- Eumerus argyropsis Bezzi, 1908
- Eumerus argyropus Loew, 1848
- Eumerus aristatus Peck, 1969
- Eumerus armenorum Stackelberg, 1960
- Eumerus armipes Bezzi, 1915
- Eumerus assimilis Doesburg, 1955
- Eumerus astropilops Hull, 1964
- Eumerus astrovarius Speiser, 1913
- Eumerus aurifrons (Wiedemann, 1824)
- Eumerus axinecerus Speiser, 1910
- Eumerus barbarus (Coquebert, 1804)
- Eumerus basalis Loew, 1848
- Eumerus bayardi Séguy, 1961
- Eumerus bernhardi Lindner, 1969
- Eumerus bequaerti Herve-Bazin, 1913
- Eumerus bidentatus Keiser, 1971
- Eumerus breijeri Doesburg, 1955
- Eumerus brincki Hull, 1964
- Eumerus caballeroi Gil Collado, 1929
- Eumerus canariensis Báez, 1982
- Eumerus capensis (Curran, 1938)
- Eumerus claripennis Coe, 1957
- Eumerus clavatus Becker, 1923
- Eumerus coeruleus (Becker, 1913)
- Eumerus compactus Doesburg, 1966
- Eumerus connexus Hull, 1964
- Eumerus consimilis Simic & Vujic, 1996
- Eumerus discimanus Keiser, 1971
- Eumerus dolichocerus Speiser, 1915
- Eumerus dubius Báez, 1982
- Eumerus dux Violovitsh, 1981
- Eumerus efflatouni (Curran, 1938)
- Eumerus elaverensis Séguy, 1961
- Eumerus emarginatus Loew, 1848
- Eumerus erythrocerus Loew, 1858
- Eumerus etnenstttis van der Goot, 1964
- Eumerus excisus van der Goot, 1968
- Eumerus falsus Becker, 1922
- Eumerus feae Bezzi, 1912
- Eumerus figurans Walker, 1859
- Eumerus fumipennis Hull, 1964
- Eumerus funeralis Meigen, 1822
- Eumerus graecus Becker, 1921
- Eumerus griseus Hull, 1964
- Eumerus gussakovskii Stackelberg, 1949
- Eumerus hispanicus van der Goot, 1966
- Eumerus hypopygialis Doesburg, 1966
- Eumerus imitatus Doesburg, 1955
- Eumerus integer Bezzi, 1921
- Eumerus jacobsoni Becker, 1913
- Eumerus japonicus Matsumura, 1916
- Eumerus keizeri Hull, 1964
- Eumerus kondarensis Stackelberg, 1952
- Eumerus lasiops Rondani, 1857
- Eumerus latitarsis Macquart in Webb & Berthelot, 1839
- Eumerus lucidus Loew, 1848
- Eumerus lugens Wiedemann, 1930
- Eumerus lunatus (Fabricius, 1794)
- Eumerus macropygus Keiser, 1971
- Eumerus maculipennis Bezzi, 1915
- Eumerus malagasius Keiser, 1971
- Eumerus metatarsalis Doesburg, 1955
- Eumerus minotaurus Claussen & Lucas, 1988
- Eumerus muscidus Bezzi, 1921
- Eumerus narcissi Smith, 1928
- Eumerus nebrodensis Rondani, 1868
- Eumerus niehuisi Doczkal, 1996
- Eumerus niger Doesburg, 1955
- Eumerus nigroapicalis Keiser, 1971
- Eumerus nigrocoeruleus Hull, 1964
- Eumerus nivariae Báez, 1982
- Eumerus niveitibia Becker, 1921
- Eumerus nodosus Hull, 1964
- Eumerus nudus Loew, 1848
- Eumerus obliquus (Fabricius, 1805)
- Eumerus obscurus Hull, 1964
- Eumerus obtusiceps Hull, 1964
- Eumerus okinawaensis Shiraki, 1930
- Eumerus olivaceus Loew, 1848
- Eumerus parasiticus (Séguy, 1955)
- Eumerus paulae Herve-Bazin, 1913
- Eumerus persarum Stackelberg, 1961
- Eumerus persicus Stackelberg, 1949
- Eumerus pipizoides Speiser, 1915
- Eumerus platycheiroides Keiser, 1971
- Eumerus pulchellus Loew, 1848
- Eumerus pumilio Hull, 1964
- Eumerus purpureus Macquart in Webb & Berthelot, 1839
- Eumerus pusillus Loew, 1848
- Eumerus quadrimaculatus Macquart, 1855
- Eumerus ribidus Hull, 1964
- Eumerus richteri Stackelberg, 1960
- Eumerus rubiginosus Herve-Bazin, 1913
- Eumerus rudebecki Hull, 1964
- Eumerus rufipes Herve-Bazin, 1913
- Eumerus rusticus Sack, 1932
- Eumerus sakarahaensis Keiser, 1971
- Eumerus santosabreui Báez, 1982
- Eumerus scaber Bezzi, 1915
- Eumerus serratus Bezzi, 1915
- Eumerus sicilianus van der Goot, 1968
- Eumerus signatus Keiser, 1971
- Eumerus speiseri Hull, 1964
- Eumerus spinifer Doesburg, 1955
- Eumerus subcaeruleus Keiser, 1971
- Eumerus sudanus (Curran, 1938)
- Eumerus sulcitibius Rondani, 1868
- Eumerus tadzhicorum Stackelberg, 1949
- Eumerus terminalis Santos Abréu, 1924
- Eumerus tessellatus Hull, 1964
- Eumerus toamasinaensis Keiser, 1971
- Eumerus triangularis Herve-Bazin, 1913
- Eumerus tridentatus Keiser, 1971
- Eumerus tumidipes Doesburg, 1966
- Eumerus uncipes Rondani, 1850
- Eumerus unicolor Loew, 1858
- Eumerus vandenberghei Doczkal, 1996
- Eumerus vansoni Doesburg, 1955
- Eumerus varipennis (Curran, 1938)
- Eumerus vestitus Bezzi, 1912
- Eumerus villeneuvei Herve-Bazin, 1913
- Eumerus wainwrighti (Curran, 1938)

## Fordítás
Ez a szócikk részben vagy egészben  az   Eumerus című angol Wikipédia-szócikk ezen változatának fordításán alapul.  Az eredeti cikk szerkesztőit annak laptörténete sorolja fel. Ez a jelzés csupán a megfogalmazás eredetét és a szerzői jogokat jelzi, nem szolgál a cikkben szereplő információk forrásmegjelöléseként.